# Vapunsaari (ö i Mellersta Finland, Joutsa)
Vapunsaari är en ö i Finland. Den ligger i sjön Tammijärvi och Hauha och i kommunen Luhango i den ekonomiska regionen  Joutsa ekonomiska region  och landskapet Mellersta Finland, i den södra delen av landet, 190 km norr om huvudstaden Helsingfors. Öns area är 0,5 hektar och dess största längd är 100 meter i sydöst-nordvästlig riktning.